# باشگاه والیبال جواهری گنبد
باشگاه والیبال بازرگانی جواهری گنبد یک باشگاه والیبال ایرانی است. که سال ۱۳۸۸ در گنبد تأسیس شد.

## دست آوردها
جواهری در اولین سال‌های حضورش در لیگ برتر با تیمی جوان شگفتی‌ساز شد اما پس از شگفتی‌ها به لیگ دست یک سقوط کرد و قهرمان لیگ دسته‌یک شد به لیگ برتر والیبال ایران صعود کرد. جواهری گنبد در لیگ برتر سال ۹۱، عمل‌کرد بسیار ضعیفی داشت و بدترین نتیجه تاریخ والیبال گنبد را رقم زد و با ۲۱ شکست و تنها ۱ برد و کسب فقط ۶ امتیاز در رده آخر جدول رده‌بندی قرار گرفت.
لیگ دسته یک والیبال ایران
- ۱ قهرمانی ، ۱۳۹۰

## ترکیب فعلی
- ابراهیم یزدان پرست
- علی بهرامعلی نژاد
- سخی عیدی
- حمید محمدآلق
- یوسف توینقلی
- مصطفی باقری
- رسول آقچلی
- اسماعیل مسافر
- وفا زیتونلی
- دانیال معتضیان
- جمال کنعانی پور
- شاهین شهروز
- متین تکاور
- جواد حکمتی
- نصرت کیانی

## بازیکنان سرشناس خارجی
- برونو آگوستو فورتادو
- ولادیمیر کنزویچ
- وینیزیوس بوردین فوریان
- دیما اوبدنیکو
- مینچو استفانف
- ماندیپ سینگ
- کاشف منصور

## سازنده البسه
| لیگ   | سازنده البسه      | اسپانسر پیراهن                           |
| ----- | ----------------- | ---------------------------------------- |
| ۱۳۸۸- | تابان مروژ ایده‌آل | بازرگانی جواهری خدمات فنی ولوو و اسکانیا |